# Flughafen Florianópolis

i7
i11
i13
Der Floripa Airport (ehemals Aeroporto Internacional de Florianópolis/Hercílio Luz, IATA-Code: FLN, ICAO-Code: SBFL) ist der größte der drei Verkehrsflughäfen im brasilianischen Bundesstaat Santa Catarina. Er befindet sich auf der Insel Ilha de Santa Catarina und gehört zum Stadtgebiet von Florianópolis.
Neben der Nutzung als ziviler Verkehrsflughafen wird er noch als Militärflugplatz genutzt. Die Base Aérea im Südwesten des Areals wird sowohl von der brasilianischen Luftwaffe als auch der Marine genutzt. Erstere hat hier keine Luftfahrzeuge stationiert, letztere hingegen eine Handvoll Mehrzweckhelikopter UH-15.

## Geschichte
Am 7. September 1922 wurde der Flughafen zu militärischen Zwecken gegründet. Im Jahr 1934 landete auf einer Graspiste das erste Verkehrsflugzeug aus Rio de Janeiro. Bis 1955 hatte der Flughafen einen Kontrollturm aus Holz, eine 1500 m lange und 45 m breite Betonpiste, einen Hof aus Gras zum Abstellen von Flugzeugen und ein 1952–1954 gebautes Terminal für Passagiere. Nach 1955 wurde der Flughafen immer wieder erweitert und modernisiert. So stand zum Beispiel am 29. Januar 1976 die Einweihung eines Cargo-Terminals auf dem Programm. 1976 wurde mit dem Gießen einer zweite Landebahn begonnen, welche am 1. August 1978 in Betrieb genommen wurde. 1995 wurde zudem das Passagierterminal klimatisiert.
Im Januar 2018 begann der Bau eines neuen Passagierterminal mit einer Kapazität von 8 Millionen Passagieren pro Jahr. Im Gegensatz zum alten Passagierterminal befindet es sich südlich der Start- und Landebahn 14/32 und soll im Oktober 2019 in Betrieb genommen werden.

## Fluggesellschaften und Ziele
Der Flughafen wird derzeit von den Fluggesellschaften Azul Linhas Aéreas, Gol Linhas Aéreas, und LATAM Airlines Brasil im Liniendienst regelmäßig mit diversen nationalen und internationalen Zielen auf dem südamerikanischen Kontinent verbunden.

## Verkehrszahlen
| Jahr | Fluggastaufkommen | Fluggastaufkommen | Fluggastaufkommen | Fluggastaufkommen | Fluggastaufkommen | Fluggastaufkommen | Luftfracht (Tonnen) (mit Luftpost) | Luftfracht (Tonnen) (mit Luftpost) | Flugbewegungen | Flugbewegungen |
| Jahr | National          | National          | International     | International     | Gesamt            | Gesamt            | Luftfracht (Tonnen) (mit Luftpost) | Luftfracht (Tonnen) (mit Luftpost) | Flugbewegungen | Flugbewegungen |
| ---- | ----------------- | ----------------- | ----------------- | ----------------- | ----------------- | ----------------- | ---------------------------------- | ---------------------------------- | -------------- | -------------- |
| 2018 | 3.567.312         | 0–1,09 %          | 272.036           | +14,86 %          | 3.839.348         | 0–0,10 %          | -                                  | -                                  | 43.615         | 0–2,63 %       |
| 2017 | 3.606.486         | 0+8,18 %          | 236.842           | +16,92 %          | 3.843.328         | 0+8,68 %          | 8.999                              | 0+6,11 %                           | 44.795         | 0+1,23 %       |
| 2016 | 3.333.863         | 0–5,48 %          | 202.572           | +21,71 %          | 3.536.435         | 0–4,25 %          | 8.481                              | 0–6,49 %                           | 44.250         | 0–6,54 %       |
| 2015 | 3.527.051         | 0+2,04 %          | 166.435           | 0–3,57 %          | 3.693.486         | 0+1,77 %          | 9.070                              | 0–3,11 %                           | 47.347         | 0–6,63 %       |
| 2014 | 3.456.471         | 0–6,59 %          | 172.603           | 0–0,06 %          | 3.629.074         | 0–6,30 %          | 9.361                              | +18,69 %                           | 50.707         | 0–6,47 %       |
| 2013 | 3.700.176         | +16,40 %          | 172.701           | –20,19 %          | 3.872.877         | +14,07 %          | 7.887                              | +24,05 %                           | 54.216         | 0–3,33 %       |
| 2012 | 3.178.877         | 0+9,65 %          | 216.379           | 0–2,89 %          | 3.395.256         | 0+8,75 %          | 6.358                              | –25,60 %                           | 56.086         | +14,24 %       |
| 2011 | 2.899.226         | +16,96 %          | 222.809           | +15,24 %          | 3.122.035         | +16,83 %          | 8.546                              | +11,81 %                           | 49.097         | +13,13 %       |
| 2010 | 2.478.905         | 2.478.905         | 193.345           | 193.345           | 2.672.250         | +26,74 %          | 7.643                              | 0+4,78 %                           | 43.399         | 0+9,07 %       |
| 2009 | -                 | -                 | -                 | -                 | 2.108.383         | 0+1,35 %          | 7.294                              | –12,79 %                           | 39.790         | 0+0,83 %       |
| 2008 | -                 | -                 | -                 | -                 | 2.080.342         | 0+6,79 %          | 8.364                              | –10,46 %                           | 39.464         | 0+8,27 %       |
| 2007 | -                 | -                 | -                 | -                 | 1.948.010         | +19,50 %          | 9.341                              | 0–1,61 %                           | 36.451         | +20,39 %       |
| 2006 | -                 | -                 | -                 | -                 | 1.630.141         | 1.630.141         | 9.495                              | 9.495                              | 30.277         | 30.277         |

1. ↑  Ab 2010 wird auch Transitfracht berücksichtigt.

## Zwischenfälle
- Am 22. März 1951 stürzte eine Douglas DC-3/C-53 der brasilianischen Cruzeiro do Sul (Luftfahrzeugkennzeichen PP-CCX) am Flughafen Florianópolis ab. Beim Durchstarten während Regens und schlechter Sicht fiel das Triebwerk 2 (rechts) aus und das Flugzeug stürzte in die Bucht. Von den 14 Insassen, vier Crewmitgliedern und zehn Passagieren, starben drei Passagiere, die anderen Insassen überlebten.[6]

- Am 12. April 1980 wurde eine Boeing 727-28C der Transbrasil (PT-TYS) im Anflug 24 Kilometer vom Flughafen Florianópolis (Brasilien) entfernt in einen Hügel geflogen. Von den 58 Insassen wurden 55 getötet (siehe auch Transbrasil-Flug 303).[7]